# 葛仙米
葛仙米（かつせんべい）は、イシクラゲ(Nostoc Commune)の変種であり、学名はNostoc commune var. sphaeroidesである。ペルーではクシュロと呼ばれる。
湖沼や河川などの多様な生息地でみられる、食用藍藻である。
中国では水田にも生息し、水質が綺麗な水田であれば稲との共生が可能である。
食品や栄養補助食品、漢方薬としての用途で用いられている 。